# Джон ван Денбург
Джон Ван Денбург (англ. John Van Denburgh; 23 серпня 1872 — 24 жовтня 1924) — американський герпетолог. Автор описання нових таксонів.

## Біографія
Ван Денбург народився у Сан-Франциско. В 1891 році поступив до Стенфордського університету. У 1895 організував департамент герпетології в Каліфорнійській академії наук. У 1897 році отримав ступінь доктора філософії Стенфордського університету, а в 1902 році — докторську ступінь в Університеті Джонса Гопкінса. Згодом займався медициною у Сан-Франциско, водночас працюючи куратором герпетологічних колекцій Каліфорнійської академії наук.
Після в землетрусу в Сан-Франциско 1906 р. сприяв відновленню втрачених герпетологічних колекцій, організовуючи нові експедиції, а також придбання інших колекцій. У 1922 р. Він опублікував двотомник Рептилії Західної Північної Америки (The Reptiles of Western North America).
У 1924 році покінчив життя самогубством під час відпустки в Гонолулу на Гаваях.

## Вшанування
На честь ван Денбурга названо один вид та три підвиди плазунів: Aspodoscelis tigris vandenburghi, Diadophis punctatus vandenburgii, Sceloporus graciosus vandenburgianus та Scincella vandenburghi.